# Morti nel 2001/Maggio
| Questa pagina contiene informazioni ricavate automaticamente dalle voci biografiche con l'ausilio del template Bio e di un bot. L'aggiornamento è periodico e automatico e ricostruisce completamente la pagina. Se manca una persona in questa lista, sei pregato di non aggiungerla, ma accertati piuttosto che la sua voce biografica contenga il template Bio e che i dati anagrafici siano correttamente compilati. Se il template Bio manca, inseriscilo tu stesso o, in alternativa, metti l'avviso {{tmp\|Bio}} che ne segnala la mancanza. Se i dati riportati sono sbagliati, correggi direttamente la voce biografica; le modifiche saranno visibili in questa lista entro pochi giorni. Per chiarimenti vedi il progetto biografie. La lista contiene solo le 143 persone che sono citate nell'enciclopedia e per le quali è stato implementato correttamente il template Bio. Pagina aggiornata al 10 ago 2025. |

- 1º maggio - Salvatore Boscarino, ingegnere e restauratore italiano (n. 1925)
- 1º maggio - Herman Choufoer, calciatore olandese (n. 1916)
- 1º maggio - Happy Hairston, cestista statunitense (n. 1942)
- 1º maggio - Mabel Karr, modella e attrice argentina (n. 1934)
- 1º maggio - Waldemar Kikolski, atleta paralimpico polacco (n. 1967)
- 1º maggio - Gaetano Lupi, calciatore e allenatore di calcio italiano (n. 1918)
- 1º maggio - Mario Pachi, attore italiano (n. 1943)
- 1º maggio - Richard Percudani, cestista e allenatore di pallacanestro statunitense (n. 1936)
- 2 maggio - Enrico Bovone, cestista italiano (n. 1946)
- 2 maggio - Poul Dalsager, politico danese (n. 1929)
- 2 maggio - Georges Dard, calciatore francese (n. 1918)
- 2 maggio - Vlasta Foltová, ginnasta cecoslovacca (n. 1913)
- 2 maggio - Réginald-André-Paulin-Edmond Jacq, vescovo cattolico e missionario francese (n. 1905)
- 2 maggio - Gina Mastrogiacomo, attrice statunitense (n. 1961)
- 3 maggio - Billy Higgins, batterista statunitense (n. 1936)
- 3 maggio - Rolf Jahn, calciatore tedesco orientale (n. 1927)
- 3 maggio - Robert Millner Shackleton, geologo britannico (n. 1909)
- 4 maggio - Anne Anastasi, psicologa statunitense (n. 1908)
- 4 maggio - Arne Sucksdorff, regista, sceneggiatore e direttore della fotografia svedese (n. 1917)
- 5 maggio - Paul Bùi Chu Tạo, vescovo cattolico vietnamita (n. 1909)
- 5 maggio - Boozoo Chavis, fisarmonicista e cantante statunitense (n. 1930)
- 5 maggio - Francisco Figueroa, pallanuotista uruguaiano (n. 1906)
- 5 maggio - Bill Homeier, pilota automobilistico statunitense (n. 1918)
- 5 maggio - Aleksandr Petrov, cestista sovietico (n. 1939)
- 6 maggio - René Bondoux, schermidore francese (n. 1905)
- 6 maggio - Zoltán Nemere, schermidore ungherese (n. 1942)
- 6 maggio - Cecil Price, funzionario statunitense (n. 1938)
- 7 maggio - Giacomo di Borbone-Busset, scrittore e diplomatico francese (n. 1912)
- 7 maggio - Joseph Greenberg, linguista e antropologo statunitense (n. 1915)
- 7 maggio - Margaretha Krook, attrice svedese (n. 1925)
- 7 maggio - Vicki Lester, attrice e modella statunitense (n. 1915)
- 7 maggio - Boris Ryžij, poeta e geologo russo (n. 1974)
- 7 maggio - Simon Slåttvik, combinatista nordico norvegese (n. 1917)
- 7 maggio - Al Tucker, cestista statunitense (n. 1943)
- 8 maggio - Horst Grund, fotografo tedesco (n. 1915)
- 8 maggio - Piero Natoli, attore, regista e sceneggiatore italiano (n. 1947)
- 8 maggio - Luis Rijo, calciatore uruguaiano (n. 1927)
- 9 maggio - André Neury, calciatore svizzero (n. 1921)
- 9 maggio - Henry Yunick, progettista statunitense (n. 1923)
- 10 maggio - Francesco Corvaglia, politico italiano (n. 1920)
- 10 maggio - Lucifero Martini, scrittore, poeta e giornalista italiano (n. 1916)
- 10 maggio - Marcel Rijckaert, ciclista su strada e pistard belga (n. 1920)
- 10 maggio - Nikos Sampson, giornalista, politico e guerrigliero cipriota (n. 1935)
- 11 maggio - Douglas Adams, scrittore, sceneggiatore e umorista britannico (n. 1952)
- 11 maggio - Guy Carlton, sollevatore statunitense (n. 1954)
- 11 maggio - Turi Ferro, attore italiano (n. 1921)
- 11 maggio - Lucio Mongardi, calciatore italiano (n. 1946)
- 11 maggio - Emilio Vesce, politico e giornalista italiano (n. 1939)
- 11 maggio - Wolfgang Winkler, slittinista tedesco occidentale (n. 1940)
- 12 maggio - John Cliff, attore statunitense (n. 1918)
- 12 maggio - Perry Como, cantante, showman e attore statunitense (n. 1912)
- 12 maggio - Didi, calciatore e allenatore di calcio brasiliano (n. 1928)
- 12 maggio - Gianfranco Ferroni, pittore italiano (n. 1927)
- 12 maggio - Mel Payton, cestista e allenatore di pallacanestro statunitense (n. 1926)
- 12 maggio - Aleksej Andreevič Tupolev, ingegnere aeronautico sovietico (n. 1925)
- 12 maggio - Corissa Yasen, cestista e multiplista statunitense (n. 1973)
- 13 maggio - Eddra Gale, mezzosoprano e attrice statunitense (n. 1921)
- 13 maggio - Jason Miller, attore, drammaturgo e sceneggiatore statunitense (n. 1939)
- 13 maggio - R. K. Narayan, scrittore indiano (n. 1906)
- 13 maggio - Ray Straw, calciatore inglese (n. 1933)
- 14 maggio - Mauro Bolognini, regista e sceneggiatore italiano (n. 1922)
- 14 maggio - Roger Boussinot, scrittore, critico cinematografico e regista francese (n. 1921)
- 14 maggio - Paul Bénichou, critico letterario e saggista francese (n. 1908)
- 14 maggio - Armando Nannuzzi, direttore della fotografia e regista italiano (n. 1925)
- 14 maggio - Héctor Puricelli, calciatore e allenatore di calcio uruguaiano (n. 1916)
- 14 maggio - Silvio Smersy, calciatore italiano (n. 1933)
- 15 maggio - Massimo Infante, giornalista, storico e saggista italiano (n. 1923)
- 15 maggio - Ladislav Kareš, calciatore cecoslovacco (n. 1919)
- 15 maggio - Ralph Miller, allenatore di pallacanestro statunitense (n. 1919)
- 15 maggio - Bobby Murdoch, allenatore di calcio e calciatore scozzese (n. 1944)
- 15 maggio - Edward Neill, critico musicale italiano (n. 1929)
- 15 maggio - Sacha Vierny, direttore della fotografia francese (n. 1919)
- 15 maggio - Erik Wennerberg, bobbista svedese (n. 1917)
- 16 maggio - Aldo Attardi, giurista italiano (n. 1926)
- 16 maggio - Emilio Bertuzzi, hockeista su pista e allenatore di hockey su pista italiano (n. 1920)
- 16 maggio - Antonio Rodriguez Flóres, calciatore messicano (n. 1923)
- 16 maggio - Elio Grolli, allenatore di calcio e calciatore italiano (n. 1913)
- 16 maggio - Jean-Philippe Lauer, egittologo francese (n. 1902)
- 17 maggio - Robert Knapp, attore statunitense (n. 1924)
- 17 maggio - Jacques-Louis Lions, matematico francese (n. 1928)
- 17 maggio - Filippo Puglisi, scrittore e critico letterario italiano (n. 1915)
- 17 maggio - Mario Schimberni, imprenditore e dirigente d'azienda italiano (n. 1923)
- 17 maggio - Julius Schädler, slittinista liechtensteinese (n. 1941)
- 17 maggio - Frank G. Slaughter, scrittore e medico statunitense (n. 1908)
- 18 maggio - Aleksej Petrovič Mares'ev, aviatore e militare sovietico (n. 1916)
- 18 maggio - Maurice Noble, disegnatore e regista statunitense (n. 1910)
- 18 maggio - Seán Mac Stíofáin, militare irlandese (n. 1928)
- 19 maggio - Hans Mayer, giurista e germanista tedesco (n. 1907)
- 19 maggio - Gianfranco Moroldo, fotografo italiano (n. 1927)
- 19 maggio - Jesús Suevos, giornalista, politico e dirigente pubblico spagnolo (n. 1907)
- 19 maggio - Marino Vernier, magistrato italiano (n. 1917)
- 20 maggio - Renato Carosone, cantautore, pianista e direttore d'orchestra italiano (n. 1920)
- 20 maggio - Valdeko Valdmäe, cestista e pallavolista estone (n. 1913)
- 20 maggio - Giampiero Vitali, calciatore, allenatore di calcio e dirigente sportivo italiano (n. 1940)
- 21 maggio - Guido Achille Mansuelli, archeologo e storico dell'arte italiano (n. 1916)
- 21 maggio - Mario Martinelli, politico italiano (n. 1906)
- 21 maggio - Gabriele Rumi, imprenditore italiano (n. 1939)
- 21 maggio - Gunārs Siliņš, cestista sovietico (n. 1928)
- 21 maggio - Alberto Silvestri, sceneggiatore e autore televisivo italiano (n. 1933)
- 21 maggio - Fritz Uhl, tenore austriaco (n. 1928)
- 22 maggio - Giuseppe Alessandrini, politico italiano (n. 1923)
- 22 maggio - Lorez Alexandria, cantante statunitense (n. 1929)
- 22 maggio - Giulio Donnini, attore italiano (n. 1924)
- 22 maggio - Jenő Fock, politico ungherese (n. 1916)
- 22 maggio - Vincenzo Guidotti, pittore, incisore e poeta italiano (n. 1913)
- 22 maggio - George Hamilton, calciatore scozzese (n. 1917)
- 22 maggio - Leamon King, velocista statunitense (n. 1936)
- 22 maggio - Whitman Mayo, attore statunitense (n. 1930)
- 23 maggio - Tommy Eyre, tastierista britannico (n. 1949)
- 23 maggio - Alessandro Natta, politico italiano (n. 1918)
- 23 maggio - Harry Townes, attore statunitense (n. 1914)
- 24 maggio - Tor Jevne, calciatore norvegese (n. 1928)
- 24 maggio - Patricia Robertson, astronauta e fisica statunitense (n. 1963)
- 24 maggio - Fernanda Turvani, regista televisiva italiana (n. 1927)
- 24 maggio - Javier Urruticoechea, calciatore spagnolo (n. 1952)
- 24 maggio - Domenico Vacchiano, arcivescovo cattolico italiano (n. 1914)
- 25 maggio - Leopoldo Faretra, medico italiano (n. 1908)
- 25 maggio - Alberto Korda, fotografo cubano (n. 1928)
- 25 maggio - Anna Lorenzetto, pedagogista italiana (n. 1914)
- 25 maggio - Malcolm McLean, imprenditore statunitense (n. 1913)
- 25 maggio - Harold Ridley, oculista britannico (n. 1906)
- 25 maggio - Ferry van Vliet, calciatore olandese (n. 1980)
- 26 maggio - Vittorio Brambilla, pilota motociclistico e pilota automobilistico italiano (n. 1937)
- 26 maggio - Aldo Cetrullo, politico italiano (n. 1919)
- 26 maggio - Roman Codreanu, lottatore rumeno (n. 1952)
- 26 maggio - Anne Haney, attrice statunitense (n. 1934)
- 26 maggio - Antonio Russello, scrittore italiano (n. 1921)
- 27 maggio - Ramon Bieri, attore statunitense (n. 1929)
- 27 maggio - Stefano Casadio, presbitero italiano (n. 1913)
- 27 maggio - Jean Le Boulch, medico francese (n. 1924)
- 28 maggio - Tony Ashton, cantante britannico (n. 1946)
- 28 maggio - Francis Bebey, artista, musicista e scrittore camerunese (n. 1929)
- 28 maggio - Vito Laterza, editore italiano (n. 1926)
- 28 maggio - Francisco Varela, biologo, filosofo e neuroscienziato cileno (n. 1946)
- 29 maggio - William Archibald, fisico canadese (n. 1912)
- 29 maggio - Akira Fujita, pallanuotista giapponese (n. 1908)
- 29 maggio - Wiesława Parszniak, cestista polacca (n. 1930)
- 30 maggio - Terry Gathercole, nuotatore australiano (n. 1935)
- 30 maggio - John Pickering, allenatore di calcio e calciatore inglese (n. 1944)
- 30 maggio - Renee Schuurman, tennista sudafricana (n. 1939)
- 31 maggio - Faysal al-Husayni, politico palestinese (n. 1940)
- 31 maggio - Arlene Francis, attrice, conduttrice televisiva e conduttrice radiofonica statunitense (n. 1907)
- 31 maggio - Otto Hemele, calciatore cecoslovacco (n. 1926)